# Hanau Witches
Le Hanau Witches sono state una squadra di football americano femminile, di Hanau, in Germania.

## Storia
La squadra è stata fondata nel 1995 da ex giocatrici delle Hanau Hawks e ha chiuso nel 2000.

## Dettaglio stagioni

### Amichevoli
| Stagione | Vin | Par | Per | Tot | PF | PS | avversaria          |
| -------- | --- | --- | --- | --- | -- | -- | ------------------- |
| 1995     | 0   | 0   | 1   | 1   | 0  | 74 | Hannover Stampeders |
| Totale   | 0   | 0   | 1   | 1   | 0  | 74 |                     |

Fonte: americanfootballitalia.com

### Tornei

#### Campionato

##### Damenbundesliga
| Stagione | regular season | regular season | regular season | regular season | regular season | regular season | playoff | playoff | playoff | playoff | playoff | playoff | playoff   | playoff    |
|          | Vin            | Par            | Per            | Tot            | PF             | PS             | Vin     | Par     | Per     | Tot     | PF      | PS      | risultato | avversaria |
| -------- | -------------- | -------------- | -------------- | -------------- | -------------- | -------------- | ------- | ------- | ------- | ------- | ------- | ------- | --------- | ---------- |
| 1996     | ?              | ?              | ?              | ?              | ?              | ?              | ?       | ?       | ?       | ?       | ?       | ?       | ?         | ?          |
| 1997     | ?              | ?              | ?              | ?              | ?              | ?              | ?       | ?       | ?       | ?       | ?       | ?       | ?         | ?          |
| 1998     | ?              | ?              | ?              | ?              | ?              | ?              | ?       | ?       | ?       | ?       | ?       | ?       | ?         | ?          |
| 1999     | ?              | ?              | ?              | ?              | ?              | ?              | ?       | ?       | ?       | ?       | ?       | ?       | ?         | ?          |
| Totale   | 130            | 4              | 69             | 203            | 4929           | 3224           | 4       | 1       | 14      | 19      | 351     | 490     |           |            |

Fonti: Enciclopedia del Football - A cura di Roberto Mezzetti